# Muzeum Pamięci Holocaustu w Nof ha-Galil
Muzeum Pamięci Holocaustu w Nacerat Illit (hebr. מוזיאון השואה בנצרת עילית; ang. The Holocaust Memorial Museum) – muzeum historyczne położone w mieście Nof ha-Galil na północy Izraela. Muzeum jest poświęcone pamięci Holocaustu.

## Historia
W latach 50. XX wieku w nowo powstałym mieście Nacerat Illit osiedliła się grupa żydowskich imigrantów z Europy Wschodniej. Większość z nich była ocalonymi z Holocaustu, którzy najczęściej stracili całe swoje rodziny. Po przybyciu do Ziemi Izraela pragnęli oni upamiętnić swoich bliskich, pomordowanych przez nazistów podczas II wojny światowej. Proces ten rozpoczęli od postawienia symbolicznego nagrobka na żydowskim cmentarzu w sąsiednim arabskim mieście Nazaret. W 1965 roku w Nacerat Illit wystawiono pomnik „Bunkier Holocaustu”, który został zaprojektowany przez Jigala Tumarkina. Następnie, w 1967 roku otworzono muzeum poświęcone pamięci Holocaustu. Budynek został zaprojektowany przez architekta Karola Krisn.

## Zbiory muzeum
Muzeum zostało włączone w system edukacji dzieci w Nacerat Illit i jego zwiedzanie stanowi część programu szkolnego. W celu lepszego poznania tematyki Holocaustu, muzeum poza stałymi ekspozycjami stworzyło także przestrzeń wirtualną, w której wykorzystywane są nowoczesne rozwiązania multimedialne.